# Bama, Hechi
Bama är ett autonomt härad för yaofolket i Hechis stad på prefekturnivå i den autonoma regionen Guangxi i sydligaste Kina.
Häradet har ett område på 1 966 kvadratkilometer och har 240 000 invånare (2004). Invånarna har ett rykte om att leva länge och är föremål för geriatriska studier. Yaofolkets basföda är rödhirs och hampafrön.
Klimatet är gynnsamt för odlingar och jordmånen god. Biodynamiskt jordbruk har införts med bistånd från Sverige.